# Man of Might
Man of Might è un serial cinematografico del 1919 diretto da William Duncan e Clifford Smith. Consta di quindici episodi, ognuno di due rulli per una lunghezza complessiva di trenta rulli.

## Produzione
Il serial fu prodotto dalla Vitagraph Company of America

## Distribuzione
Distribuito dalla Vitagraph Company of America, il primo episodio della serie (che consisteva complessivamente di 15 episodi) uscì nelle sale cinematografiche statunitensi nel gennaio 1919.
Non si conoscono copie ancora esistenti della pellicola che viene considerata presumibilmente perduta.

### Episodi[1]
- 1. The Riven Flag - gennaio 1919
- 2. The Leap Through Space
- 3. The Creeping Death
- 4. The Gripping Hand
- 5. The Human Shield
- 6. The Height of Torment
- 7. Into the Trap
- 8. The One Chance
- 9. The Crashing Horror
- 10. Double Crossed
- 11. The Ship of Dread
- 12. The Volcano’s Prey
- 13. The Flood of Despair
- 14. The Living Catapult
- 15. The Rescue